# Delfor Santos Soto
Delfor Santos Soto (La Matanza, provincia de Buenos Aires, 29 de agosto de 1935-desaparecido el 21 de agosto de 1976) fue un político y escritor argentino. Activista social, peronista y miembro de la Juventud Peronista, fue desaparecido durante la última dictadura militar en la Argentina.

## Reseña biográfica
Nació en una zona rural del partido de La Matanza conocida como Querandíes, donde años más tarde se erigiría Ciudad Evita. A poco de nacer, su familia se estableció en San Justo.
Cursó la primaria en la escuela N.º 142 de San Justo y el secundario en el colegio La Salle de Ramos Mejía. Trabajó en la automotriz Chrysler Argentina S.A., en la empresa Guadix SRL y en Wanora S.A. entre otras. Luego se volvió comerciante cuentapropista manejando dos tintorerías en San Justo y Ramos Mejía. Casado en 1970, con tres hijos (Laura, María Eva, Julián), fue poeta, periodista y escritor.
Cuando cumplió con el servicio militar obligatorio en 1956 le fue ordenado participar del pelotón de fusilamiento del general Juan José Valle, y por su negativa fue confinado a los calabozos de Campo de Mayo. Desde los años setenta militó en la Juventud Peronista. En 1973 fue elegido concejal de La Matanza por el FREJULI, representando a la Agrupación 9 de Junio del peronismo combativo, de la cual era uno de los principales dirigentes de ese distrito bonaerense, además de coordinar una unidad básica que llevaba como nombre esa misma fecha alusiva. Integró el Frente Revolucionario 17 de Octubre (FR-17).
Renunció a su cargo de concejal un año después de morir Perón, en 1975, por estar en desacuerdo con el gobierno de María Estela Martínez de Perón. Fue secuestrado-desaparecido el 21 de agosto de 1976. Su esposa Betty recuerda cuando se lo llevaron: “Lo vienen a buscar a mi casa un grupo de fuerzas conjuntas… policías, militares, era una banda de gente que nos hicieron eso. A mí casa entró gente disfrazada de civil que revisaron toda la casa, que destrozaron un montón de cosas, que se robaron un montón de cosas… una persona vestida de civil a cara descubierta me dice señora lo llevamos en averiguación de antecedentes ¿cuánto tiempo?, ¿cuándo vuelve? Mañana o pasado lo tiene con usted… este hombre cínicamente se despide de mí con un beso y le da un beso a mis hijos y me dice cuídelos mucho porque son muy bonitos… y se van y se lo llevan a él… nunca más lo vi”.
Fue visto por última vez en el centro clandestino de detención El Campito.

## Obra literaria
Además de su obra política, Soto dejó dos libros de cuentos de su autoría: "Chito, y otros silencios" (Editorial Plutarco, 1973) y “El despojo” (Orbe Editora, 1976), cuya primera edición se agotó y debió ser reeditado el mismo año. 

## Distinciones
En el Barrio San Alberto de Isidro Casanova, desde el 8 de julio de 2007, hay un centro cultural y social que lleva su nombre como homenaje a su militancia popular. Fue una iniciativa llevada adelante por la J.P. del Movimiento Evita de La Matanza. También una plaqueta con su nombre fue colocada por el Concejo Deliberante de La Matanza en su recinto, a partir del 16 de noviembre de 2006, debido a que, en palabras del Concejo, “Delfor Santos Soto, escritor popular y militante peronista, padeció, al igual que otros miles de compañeros, los tormentos de la dictadura militar”.